# Ulvac
Ulvac ist ein Unternehmen, das hauptsächlich Vakuumanlagen für Industrie- und Forschungseinrichtungen mit Hauptsitz in der Stadt Chigasaki, Präfektur Kanagawa, Japan, herstellt. Es ist an der Tokyo Stock Exchange notiert.

## Namensherkunft
„ULVAC“ ist eine Kombination aus „UL“ aus „Ultimate“ und „VAC“ aus „Vacuum“. Das Unternehmen verfolgt das Ziel „Ultimate in Vacuum Technology“ zu werden.

## Organisation
Ulvac besitzt Vertriebsstandorte in Amerika, Portugal, Deutschland, Polen, Russland, Türkei, Indien, Thailand, Malaysia, Singapur, Taiwan, Korea und China.
1987 in Deutschland als europäische Tochtergesellschaft von ULVAC Japan, Inc. gegründet, bietet ULVAC in Deutschland Vertrieb, Service und Support für die Kunden der EMEA-Länder. Das in der Nähe von München ansässige Team ist somit das erste seiner Art auf europäischem Gebiet.

## Geschichte
Die „Japan Vacuum Engineering Co. Ltd.“  wurde im August 1952 gegründet (Kapital: 6 Millionen Yen). Anfangs wurde verschiedenstes Vakuumzubehör importiert und weiterverkauft. 1955 wurde als erstes das Omori-Werk zur Herstellung von Ausrüstung im Inland gegründet, 1959 kam die Anlage Yokohama dazu. Ab 1960 wurden große Vakuumgeräte für die Schwerindustrie, wie Vakuumschmelzöfen und Vakuumdestillationsgeräte entwickelt. Im Jahr 1964 folgte die Gründung der ersten Überseekooperation in Hong Kong. Im Jahr 1968 wurde der Hauptsitz in Chigasaki fertiggestellt.

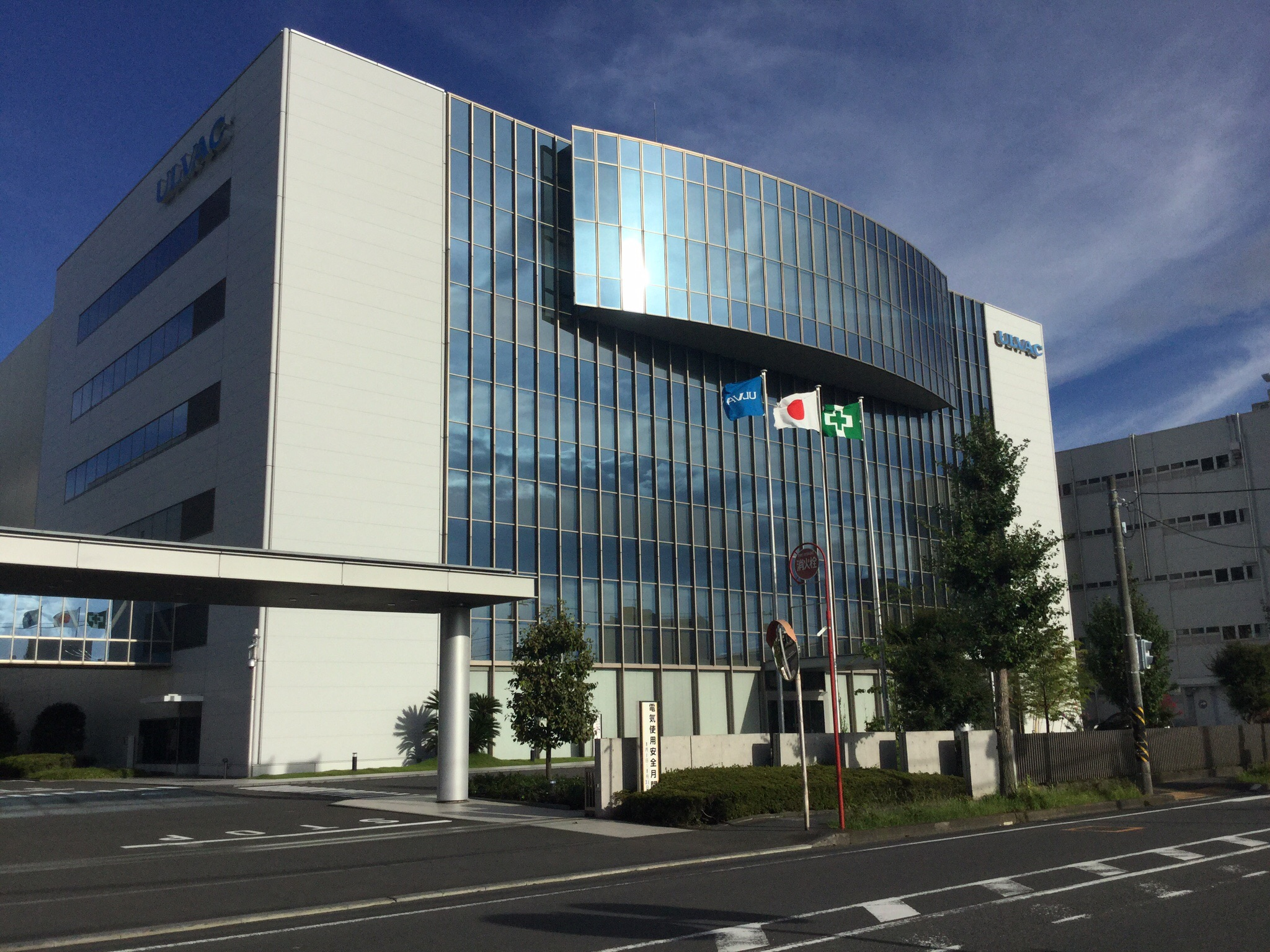
Das Firmenhauptgebäude in Chigasaki

1972 folgte die Gründung des „Instituts für Supermaterialien“ als erstes volles Forschungsinstitut von Ulvac. Im Jahr 1975 erhielt Ulvac von IBM den Auftrag des „SYSTEM 731“, der weltweit ersten computergesteuerten, vollautomatisierten Vakuumverdampfungsanlage. 1986 wurde die „MCH Series“, das erste Mehrkammer-Sputtersystem der Welt entwickelt, es folgte 1988 die „SHD Series“, ein Sputtersystem zur Herstellung von Festplatten.
1990 wurde die „Fuji Susono Anlage“ als dezidierte Anlage für Produktionsanlagen für Halbleiter gegründet. Zu einem Eckpfeilfer des FPD-Geschäfts wurde 1992 die Einführung der speziellen LCD-Produktionsanlage der „SMD Series“. Die Gründung einer Produktionsbasis in China, sowie einer Servicestation in Südkorea folgte 1995.
2001 wurde das Institut für Halbleiter- und Elektroniktechnologien gegründet. Der Firmenname wurde in ULVAC, Inc. geändert. 2004 war ein weiteres bedeutsames Jahr in der Firmengeschichte: Neue Gebäude des Hauptsitzes wurden für die Entwicklung/Prototypenherstellung von großen LCD-Geräten fertiggestellt. Zudem waren die ersten gelisteten Aktien in der ersten Sektion der Tokioter Börse notiert und eine weitere Produktionsbasis für Vakuumvollausrüstungen wurde in Suzhou, China, gegründet. Es folgte eine Produktionsstätte für große LCD-Produktionsanlagen in Südkorea im Jahr 2005, sowie einer weiteren 2006 in Taiwan. Im Jahr 2007 wurde die Chiba Tomisato Anlage zur Entwicklung und Herstellung von Materialien gegründet. Ein Institut für Supermaterialien wurde 2011 in Südkorea gegründet. Im Jahr 2012 feierte das Unternehmen sein 60-jähriges Jubiläum. 2015 wurde das „Future Technology Research Laboratory“ gegründet, 2016 begann Ulvac mit der Herstellung von Produktionsanlagen für Großanzeigen. 2018 feierte das Unternehmen das 50-jährige Jubiläum seiner Chigasaki-Zentrale.